# Gulnosad smalvingefluga
Gulnosad smalvingefluga (Astiosoma rufifrons) är en tvåvingeart som beskrevs av Oswald Duda 1927. Gulnosad smalvingefluga ingår i släktet Astiosoma och familjen smalvingeflugor. Enligt den svenska rödlistan är arten otillräckligt studerad i Sverige. Arten förekommer i Götaland. Artens livsmiljö är jordbrukslandskap, skogslandskap. Inga underarter finns listade i Catalogue of Life.